# Leptopodomorfs
Els leptopodomorfs (Leptopodomorpha) són un infraordre d'hemípters del subordre dels heteròpters que conté unes 380 espècies. Es tracta de petits insectes que podem trobar des de la zona intermareals fins a prop de rierols i llacs.
La majoria de les espècies (unes 350) pertanyen a la família Saldidae, que tenen una notable capacitat per a saltar.

## Taxonomia
L'infraordre Leptopodomorpha inclou dues superfamílies i sis famílies:
Superfamília Leptopodoidea Brullé, 1836
- Família Leptopodidae Brullé, 1836
- Família Omaniidae Cobben, 1970
- Família Palaeoleptidae Poinar & Buckley, 2009 †

Superfamília Saldoidea Amyot & Serville, 1843
- Família Aepophilidae Puton, 1879
- Família Saldidae Amyot & Serville, 1843
- Família Archegocimicidae Handlirsch, 1906 †